# Sicydium tamnifolium
Sicydium tamnifolium är en gurkväxtart som först beskrevs av Carl Sigismund Kunth, och fick sitt nu gällande namn av Célestin Alfred Cogniaux. Sicydium tamnifolium ingår i släktet Sicydium och familjen gurkväxter. Inga underarter finns listade i Catalogue of Life.